# Großer Streng
Koordinaten: 51° 49′ 37″ N, 12° 46′ 23″ O
Das Große Streng ist ein Naturschutzgebiet in den Städten Zahna-Elster und Kemberg im Landkreis Wittenberg in Sachsen-Anhalt.
Das Naturschutzgebiet mit dem Kennzeichen NSG 0101 ist rund 462 Hektar groß. Es ist Bestandteil des FFH-Gebietes „Elbaue zwischen Griebo und Prettin“ und des EU-Vogelschutzgebietes „Mündungsgebiet der Schwarzen Elster“. Das Naturschutzgebiet ist größtenteils vom Landschaftsschutzgebiet „Elbetal – zwischen Wittenberg und Bösewig“ umgeben. Es steht seit dem 1. Mai 1961 unter Schutz (Datum der Verordnung: 30. März 1961). Zuständige untere Naturschutzbehörde ist der Landkreis Wittenberg.
Das Naturschutzgebiet liegt südöstlich der Lutherstadt Wittenberg im Biosphärenreservat Flusslandschaft Elbe. Es umfasst einen offenen Auenbereich in der Elbaue mit mehreren Altwassern ehemaliger Mäanderbögen des Flusses. Neben zwei großen Altarmen, der Alten Elbe und dem Großen Streng, befinden sich noch weitere, teilweise nur kleine, Stillgewässer im Gebiet. Die Alte Elbe ist mit der Stromelbe verbunden. Das Naturschutzgebiet liegt im Überflutungsbereich der Elbe und ist nach Süden von einem Hochwasserdeich begrenzt. Bei Wartenburg grenzt es an Binnendünenbereichen. Der Fuchsberg, eine Binnendüne im Nordwesten des Naturschutzgebietes, ist mit 77,2 Metern die höchste Erhöhung des sonst um 70 m ü. NN liegenden Gebietes.
Das Naturschutzgebiet wird neben den Altwassern von ausgedehnten Grünlandbereichen geprägt. Auf dem vielfach intensiv genutzten Grünland siedelt Wiesenfuchsschwanz. Im Bereich der Altwasser dominieren Röhrichte aus Wasserschwaden, zu denen sich kleinflächig Kalmusröhricht, Sumpfkressenröhricht und Pfeilkrautröhricht gesellt. Nasse Übergangsbereiche werden von Schlankseggen- und Glanzgrasrieden eingenommen. Hier siedeln u. a. Sumpfschwertlilie, Sumpfziest, Sumpfvergissmeinnicht und Gewöhnlicher Gilbweiderich. In Senken und Flutrinnen siedeln Flutrasengesellschaften. Auf im Sommer temporär trockenfallenden Schlammflächen entlang der Alten Elbe siedeln Zwergbinsengesellschaften. In den Altwassern siedelt nur stellenweise Schwimmblattvegetation mit Teichrosengesellschaften sowie Wasserpflanzengesellschaften mit Kammlaichkraut, Durchwachsenem Laichkraut und Rauem Hornblatt. An den Ufern der Altarme stocken stellenweise Gehölze. Im Bereich des Großen Streng sind Auwaldreste zu finden. Auf dem Fuchsberg stockt ein lichter Kiefernbestand. Weitere Flächen werden hier von Silbergrasfluren und Sandsegge eingenommen.
Das Gebiet ist Lebensraum des Elbebibers. Im Naturschutzgebiet sind u. a. Haubentaucher, Blässhuhn, Eisvogel, Beutelmeise und Schlagschwirl heimisch. Der Auwaldrest ist Lebensraum von Rotmilan, Buntspecht, Kleinspecht, Nachtigall, Gelbspötter und Mönchsgrasmücke. Die bei niedrigen Wasserständen auftretenden Schlammflächen werden von zahlreichen Limikolen zur Nahrungssuche genutzt. Das Gebiet ist auch Nahrungshabitat für Graureiher, die in einer nahegelegenen Graureiherkolonie brüten. Während des Vogelzuges hat es als Rastgebiet eine große Bedeutung für durchziehende Wasservögel, die sich insbesondere auf der „Alten Elbe“ einfinden.
Das Naturschutzgebiet wird nach Norden von der Elbe begrenzt. Ansonsten schließen sich jenseits des Hochwasserdeichs überwiegend landwirtschaftliche Nutzflächen an. Im Bereich der Binnendünen stocken Waldgesellschaften.